# Моріц Андреас
Моріц Андреас (нім. Moritz Andreas; 16 квітня 1884, Лондон — 13 жовтня 1964, Ганновер) — німецький воєначальник, генерал-лейтенант вермахту.

## Біографія
15 вересня 1904 року вступив в Імперську армію. Учасник Першої світової війни. Після демобілізації армії залишений в рейхсвері. З 26 серпня 1939 по 13 грудня 1941 року — командир 208-ї піхотної дивізії. З 9 січня 1942 по 15 вересня 1943 року — комендант 242-ї головної польової комендатури і охоронної області «Миколаїв-Дніпропетровськ». З 3 жовтня 1943 по 25 лютого 1944 року — командир військовополонених в 2-й оперативній зоні групи армій «Південь». 12 березня 1944 року відряджений до генерала-командувача поповненням 3-го армійського корпусу. 20 вересня 1944 року відряджений на навчання в інспекція поповнення Потсдама, 1 жовтня призначений інспектором. 2 травня 1945 року потрапив в радянський полон.

## Звання
- Фанен-юнкер (15 вересня 1904)
- Фанен-юнкер-унтерофіцер (27 січня 1915)
- Фенріх (18 травня 1905)
- Лейтенант (27 січня 1906)
- Оберлейтенант (19 липня 1913)
- Гауптман (27 січня 1915)
- Майор (1 червня 1927)
- Оберстлейтенант (1 грудня 1931)
- Оберст (1 квітня 1934)
- Генерал-майор запасу (1 жовтня 1937)
- Генерал-майор (1 квітня 1939)
- Генерал-лейтенант (1 квітня 1941)

## Нагороди
- Орден дому Саксен-Ернестіне, лицарський хрест 2-го класу
- Орден «За заслуги» (Вальдек)
  - 4-го класу
  - 4-го класу з мечами
- Залізний хрест 2-го і 1-го класу
- Медаль «За відвагу» (Гессен)
- Ганзейський Хрест (Гамбург)
- Орден Генріха Лева з мечами
- Хрест «За заслуги у війні» (Саксен-Мейнінген)
- Хрест «За військові заслуги» (Австро-Угорщина) 3-го класу з військовою відзнакою і золотою застібкою
- Нагрудний знак «За поранення» в чорному
- Королівський орден дому Гогенцоллернів, лицарський хрест з мечами (29 серпня 1918)
- Почесний хрест ветерана війни з мечами
- Медаль «За вислугу років у Вермахті» 4-го, 3-го, 2-го і 1-го класу (25 років)